# 星巴克中心

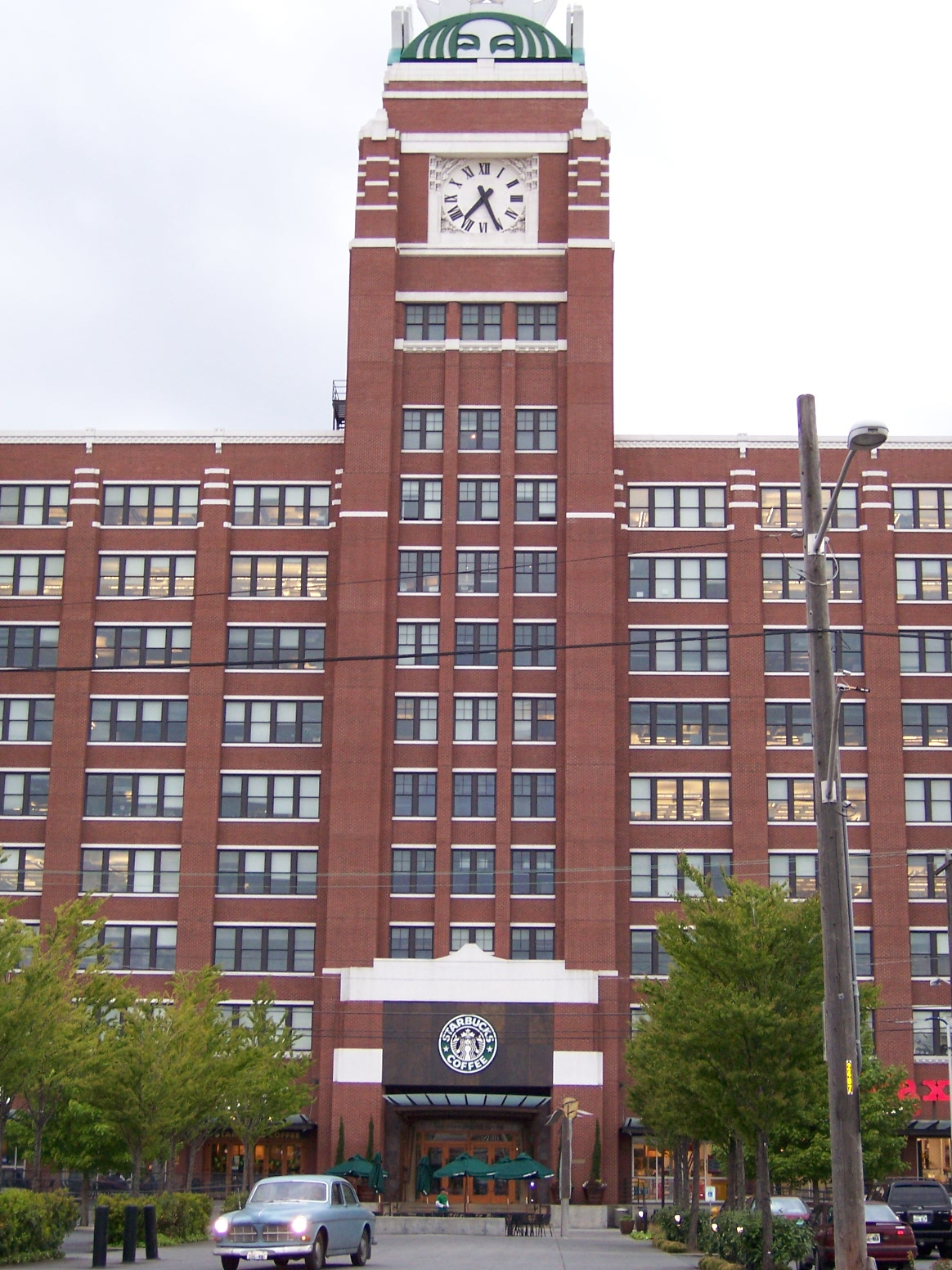

星巴克中心（Starbucks Center）是星巴克咖啡的全球總部，位於美國華盛頓州西雅圖的SoDo地區。這座建築修建於1915年。它是西雅圖建築面積最大的多租戶建築，佔地超過200萬平方英尺，其它的租戶包括Office Max 與 Key Bank。
原是西爾斯百貨與其公司所在地，在西爾斯百貨關閉後，Nitze-Stagen 將其改建為辦公大樓，1990年建築開始以SoDo中心為名出租，1993年星巴克開始將行政辦公室搬至此，1997年6月星巴克將全球總部搬至此，並成為主要租戶，而獲得了冠名權。